# Lophiostoma microstomum
Lophiostoma microstomum är en svampart som beskrevs av Niessl 1870. Lophiostoma microstomum ingår i släktet Lophiostoma och familjen Lophiostomataceae.   Inga underarter finns listade i Catalogue of Life.